# Dolores (Chihuahua)
Dolores es un pueblo minero ubicado en el estado mexicano de Chihuahua, en lo alto de la Sierra Madre Occidental y en el municipio de Madera.

## Historia
Históricamente Dolores ha sido una de las mineras más ricas en el estado de Chihuahua, famoso sobre todo por la explotación de oro, aunque lo intrincado de su localización siempre ha dificultado su explotación. Sin embargo, a finales del siglo XIX y principios del siglo XX fue cuando tuvo su mayor auge la explotación minera y con ella su población, lo que conllevó que fuera constituida en cabecera municipal del Municipio de Dolores. Este municipio fue suprimido por decreto del Congreso de Chihuahua del 13 de julio de 1931 e incorporado al municipio de Madera como permanece hasta el día de hoy, en que tiene el carácter de sección municipal.
La explotación minera decayó por ser incosteable hasta aproximadamente 2005, cuando se reinició la explotación minera por una compañía de capital canadiense, que suscitó varios conflictos con ejidatarios y grupos ecologistas.
En el pueblo de Dolores tuvieron su origen algunos movimientos guerrilleros de izquierda en la década de 1960, siendo maestro en su escuela Arturo Gámiz García, líder del Asalto al cuartel de Madera en 1965, uno de cuyos participantes, Salomón Gaytán, era un campesino originario del mismo Dolores.

## Localización y demografía
El mineral de Dolores se encuentra localizado en las coordenadas geográficas 28°59′22″N 108°32′21″O / 28.98944, -108.53917 y a una altitud de 1480 metros sobre el nivel del mar, se encuentra en una de las zonas más accidentadas de la Sierra Madre Occidental, por lo que las comunicaciones son muy difíciles por el terreno, siendo a través de brechas que la unen con la población de La Libertad y con la cabecera municipal Madera.
De acuerdo a los resultados del Conteo de Población y Vivienda de 2005 realizado por el Instituto Nacional de Estadística y Geografía, Dolores tiene una población total de 235 habitantes, de los cuales 116 son hombres y 119 son mujeres.